# La Graña (Ferrol)
La Graña (llamada oficialmente Santa Rosa de Viterbo da Graña) es una parroquia y una villa española del municipio de Ferrol, en la provincia de La Coruña, Galicia.

## Localización
Se encuentra en la ría de Ferrol muy cerca de la base naval. El entorno es semiurbano. Tiene una zona portuaria para pequeñas embarcaciones y club náutico.

## Historia
Fue el primer arsenal de la ría de Ferrol a mediados del siglo XVIII, actualmente Escuela de Especialidades de la Estación Naval de La Graña.

## Entidad de población
Entidad de población que forma parte de la parroquia:
- La Graña (A Graña)

## Demografía
Gráfica demográfica de la villa de A Graña y de la parroquia de Santa Rosa de Viterbo da Graña según el INE español:
| Gráfica de evolución demográfica de La Graña entre 2000 y 2019 |
|                                                                |
| Datos según el nomenclátor publicado por el INE.               |

## Equipamiento
Su playa tiene 250 m de longitud y cuenta con aparcamientos, restaurantes, señalización del estado del mar y servicio de vigilancia; su arena es dorada y fina.